# オーストリア西部鉄道
オーストリア西部鉄道（オーストリアせいぶてつどう。ドイツ語;Westbahn、英語;Austrian Western Railway）は、オーストリア帝国の鉄道会社名であり、現在においてはオーストリア連邦鉄道の鉄道線の名称である。

## 概要
ウィーンとリンツを結ぶ皇后エリーザベト鉄道帝室特認会社を前身とし、ザルツブルクとパッサウへ1860年と1861年に延伸され、1882年に国有化された。
第一次大戦以後、ツェル・アム・ゼーからザルツブルク経由でヴェルグル Wörgl へ行くギーゼラ線、クーフシュタイン-インスブルックを結ぶ北チロル鉄道（1923年までオーストリア南部鉄道が所有）、アールベルク鉄道の3つはオーストリア西部鉄道の一部として組み込まれた。
起点駅であるウィーン西駅は第二次世界大戦の戦災で破損し、1952年に路線の電化と同時に再建された。
現在、ドイツの高速鉄道ICEがオーストリア西部鉄道を通してウィーンまで伸びており、最高速度200km/hで運転している。部分的に路線の改良が進められており、将来的に200km/hを超える運転も可能となる予定である。

## 沿線概況 (在来線)

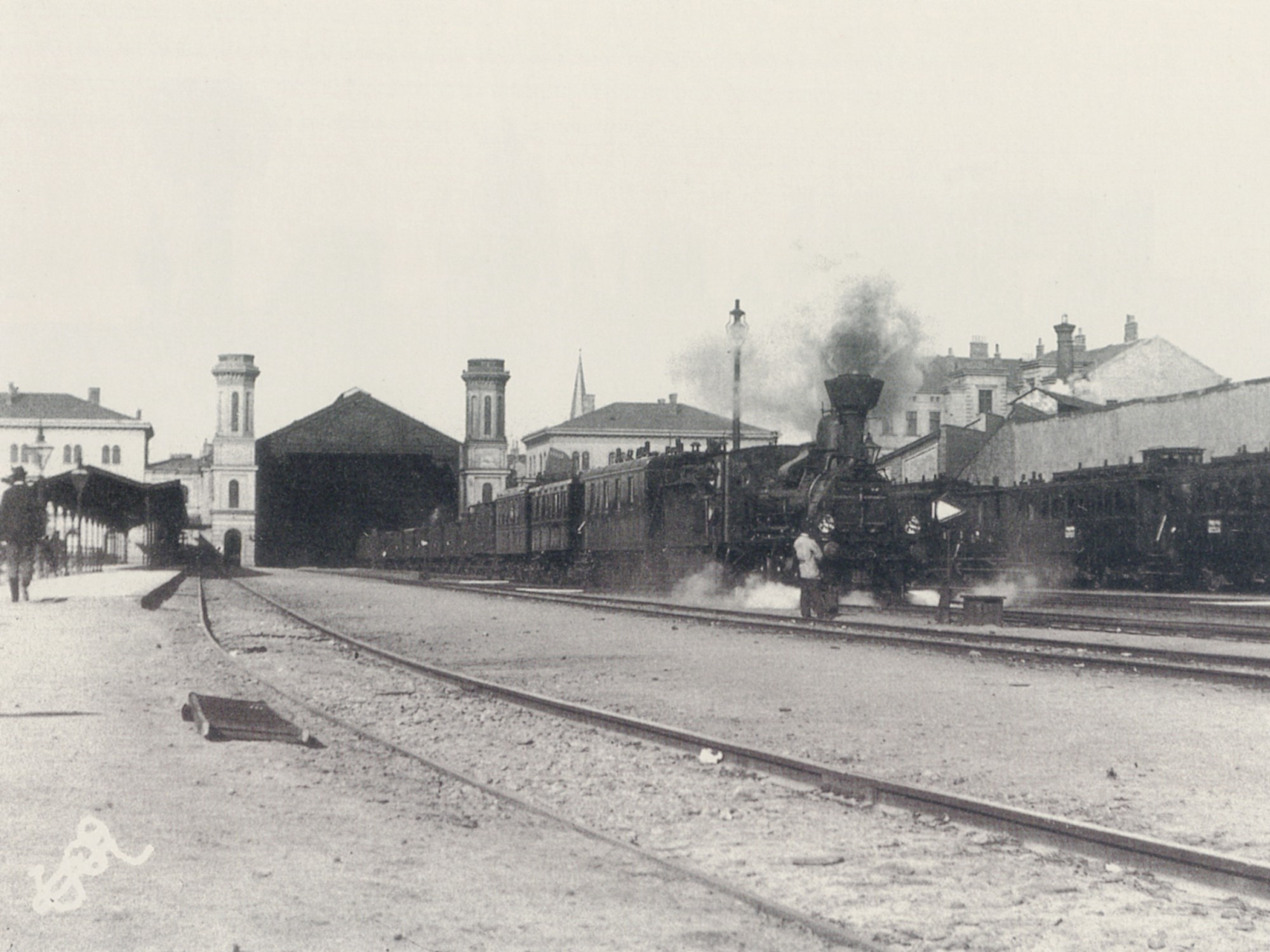
ヴィーン西駅を出発する御乗用列車 (1895年)

西部鉄道の在来線はほとんどの場合、Sバーン列車及び普通列車、快速列車、貨物列車の通行目的で使用されている。この路線はウィーン西駅から始まって、まずウィーンの森を通過する。聖ポェルテン市内を貫通する区間は現在ヴァグラム分岐点からロール分岐点まで高速線と線路を共有する。聖ポェルテン市の貨物迂回線は「GZU (Güterzugumfahrung) 路線1号」と分類されている。
列車はロール分岐点を過ぎてアルプス山脈のふもとを通過する。ポェヒラーン駅ではエアラウフ谷線が、アムシュテッテン駅でクラインライフリング方面のルドルフ線が、聖ファーレンティン駅ではルードルフ鉄道及びドナウ河畔線が、それぞれ分岐する。列車は続いてエンスを経由してリンツに向かう。リンツ中央駅ではズンメラウ鉄道及びピュールン線が西部鉄道に接続する。リンツ地方線はピュールン線分岐点の西側でこの路線を離れてエフェルディング方面に通じる。リンツの以西には西部鉄道は北西側から流れるドナウ河と分かれて、列車は曲線で南西側へ曲がってヴェルスへ向かう。ヴェルス中央駅にはヴェルス - パッサウ線とアルム谷線が分岐する。
列車が続いて走行しアトナング＝プッフハイム駅に到着する。そこでザルツカンマーグト線はシュタイナッハ＝イルディング方面とリート・イム・インクライス方面にこの路線と接続する。列車は続いてシュトラースヴァルヒェンに向かい、その駅ではブラウナウ・アム・イン方面のマッティヒ谷線が分岐する。列車が終点のザルツブルク中央駅に到着する寸前にザルツブルク - チロル線がこの路線と合流して、終点ではローゼンハイム - ザルツブルク線がドイツの方面にこの路線を継承する。

## 沿線概況 (高速線)

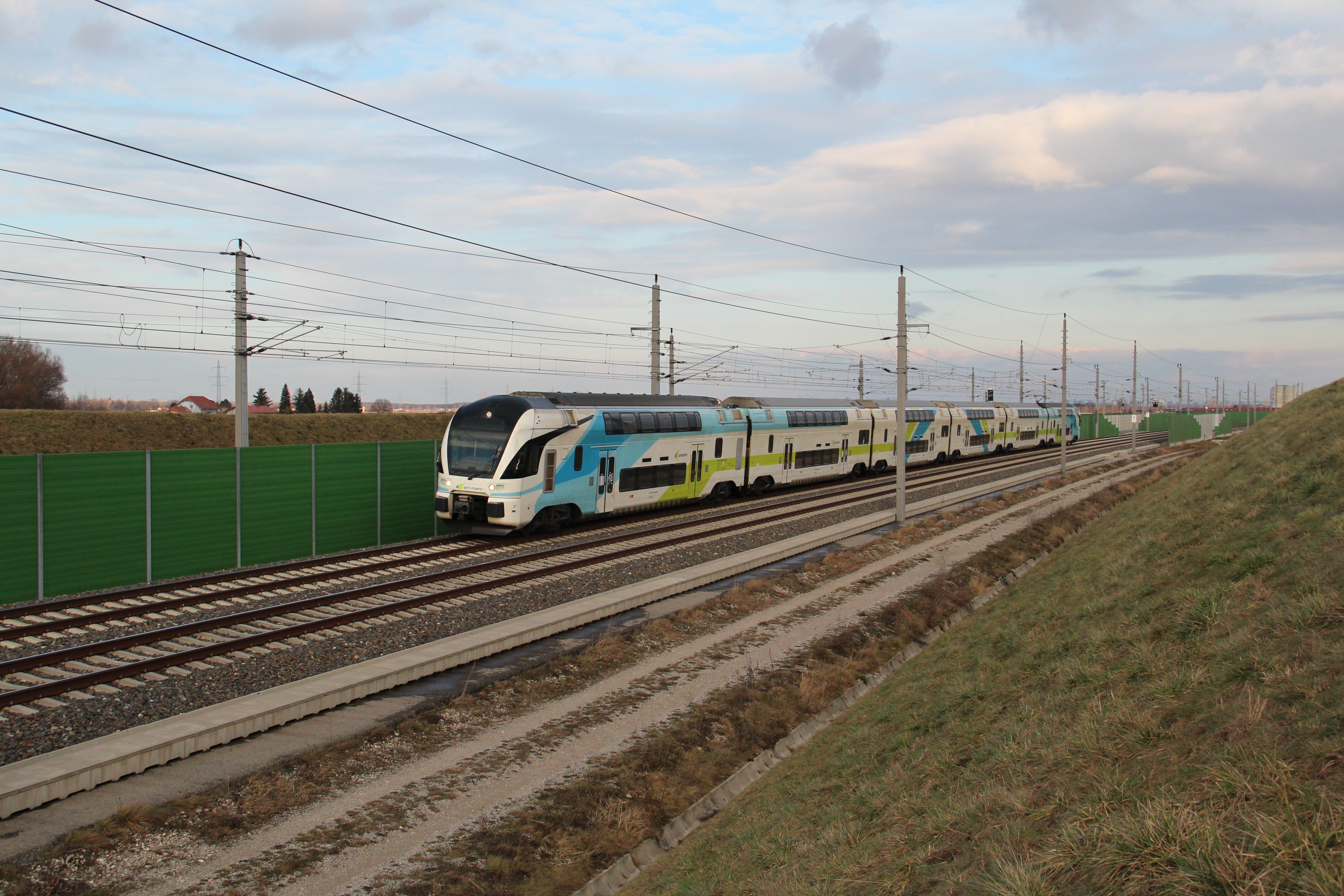
トゥルナーフェルト駅からウィーンへ向かうウェストバーン所属の特急電車

ウィーン - トゥルナーフェルト - 聖ポェルテン区間の高速線はヨーロッパ横断鉄道網のプロジェクト17号に属する。ウィーン中央駅 - 聖ポェルテン中央駅区間の運行時間は、無停車の場合、41分から28分に短縮された。列車の高速走行はヨーロッパ列車制御システムのレベル2で対応されている。高速線はウィーン・マイドリング駅から始まって、すぐにラインツトンネルへ続く。トンネルの中にあるハーデルスドルフ分岐点ではヒュッテルドルフから分岐する連結線が高速線と合流する。ハーデルスドルフ分岐点からウィーンの森トンネルが続いて、列車は250 km/hの速力で走行できる。列車はトゥルナーフェルトにある西側の出口まで約13 km走行して、地上区間に入る。この地域ではトゥルナーフェルト線の移設のためトゥルナーフェルト駅が生成された。またトゥルン方面の連結線で高速線はフランツ・ヨーゼフ鉄道と繋がっている。列車は六つのトンネルを通過して、後の三つのトンネルはペルシュリング連鎖トンネル (Tunnelkette) と呼ばれる。高速線はヴァグラム分岐点で在来線と合流して聖ポェルテン中央駅まで続く。
列車は聖ポェルテン中央駅を出発して曲線部分を経て、アイスベルクボーゲントンネルに進入する。高速線と在来線は合わせて三線複線を構成して、ピンツェルスドルフ - ロール分岐点区間は在来線と共通区間である。そこで貨物迂回線は在来線と合流し、高速線は在来線と合わせて複々線となる。高速線の列車は間も無くグリュントンネルへ進入するが、一方在来線の列車は北西側へ走行しロースドルフ駅へ向かう。ロースドルフ北西部では高速線は在来線に数メートルの長さで接近するが、緩やかな曲線でヴァッハベルクトンネルへ通じる。メルクトンネルから出る列車はメルク川鉄道橋を渡って、在来線と平行に曲がって走行する。両線路はポェヒラーン駅を経て在来線の分かれる地点まで平行に伸びる。高速線の列車は緩やかな曲線で左に曲がり約5 km長さのジッテンベルクトンネルを通過する。トンネルの西側出入り口から高速線は在来線と再び平行に伸びてイプス・アン・デア・ドナウ駅に至る。高速線はイプス駅からまず在来線と並行するが、列車はフベルテンドルフ - ブリンデンマルクト区間でブルクスタールトンネルを通じて在来線と西部アウトバーンの下を通過する。
アムシュテッテン駅から高速線は在来線と合わせて複々線で、特急列車は線形列車制御装置で200 km/hまで加速することができる。聖ペーター＝ザイテンシュテッテンから高速線は在来線と分かれて聖ペータートンネルへ通じる。両線路は聖ヨハン＝ヴァイシュトラッハ駅の前後の数百メートル区間で並行して、在来線はハーク方面に、高速線は北側へ向かう。列車は北西側に向かい、約6.5 km長さのジーベルクトンネルを通過する。トンネルの北側出入り口で両線路は互いに接近して、共に聖ヴァーレンティン駅に至る。その後高速線はエンスの街を迂回し最高速度は230 km/hで設定されている。アステンで高速線は在来線と再び平行に伸びて複々線の終了点であるリンツ・クラインミュンヘンに至る。

## 歴史

### 皇后エリーザベト鉄道
オーストリア帝国時代に西部鉄道はオーストリア南部鉄道やフェルディナント皇帝北部鉄道よりあまりに重要な路線ではなかった。前者はアードリア海の港へ、後者はボヘミア及びモラヴィアの炭田へ通じていた。それに比べて西部鉄道はザルツブルク及びバイエルンと結ばれ、経路はドナウ河の水運と平行であった。従ってこの路線の建設工事は南部鉄道と北部鉄道の開通以後に漸く始まった。
1851年6月21日にバイエルンとオーストリアの間に締結された条約によりウィーン - ザルツブルク区間の建設が確定された。ブルック・アン・デア・ムル経由の路線は高い費用のため実現不可と判明した。実業家であったヘルマン・リントハイム (Herman Dietrich Lindheim, 1790~1860) は総監督であったカイスラーにウィーン - リンツ - ザルツブルク区間の鉄道建設計画を委託して、1854年10月その件で予備敷設免許を獲得した。リントハイムは資金調達のために実業家であったメルクと共にコンソーシアムを設立して、そのコンソーシアムには1856年6月22日株式会社の形が整えられた。
1856年4月21日バイエルンとオーストリア間の二番目の条約は、両国の互いに条約を批准した日から5年以内に鉄道を開通する義務条項を含めて締結された。1858年12月15日ウィーン - リンツ区間が開通された。1859年に建設工事は活動的に実行されて、同年9月1日にリンツ - ランバッハ区間が開業されて、その区間は既存の第一鉄道会社（k.k.previlegierte Erste Eisenbahn-Gesellschaft）の区間とほとんど一致した。1860年2月1日にランバッハ - フランケンマルクト区間が貨物輸送向けに開通されて、一ヶ月後旅客列車もその区間に通行した。最後に、フランケンマルクト - ザルツブルク区間は同年8月1日に開業された。
1860年8月12日公式開通行事がザルツブルクで行われて、フランツ・ヨーゼフ1世とマクシミリアン2世はその宴に参席した。エリサベート皇后は故郷を訪問するために、開通の数週前に既に列車を利用した。
1870年代には聖ヴァレンティン - ヴェルス区間に二番目の線路が設置された。1884年西部鉄道は他のエリザベート皇后鉄道路線と共に王立オーストリア国鉄に引き受けられ、国営路線となった。1898年から1902年までヴェルス - ザルツブルク区間の複線化は段階的に進行された。

### オーストリア連邦鉄道時代
第一次世界大戦の終戦後、西部鉄道の電化はザルツブルク駅から進行され、1941年10月にザルツブルク - アトナング＝プッフハイム区間に電気運転が実現された。第二次世界大戦の終戦後、この路線は1951年までアムシュテッテンまで電化された。ソヴィエト連邦占領地であったアムシュテッテン - ウィーン区間の再開業と共に1952年12月19日この路線の電気運転は実現できた。
ドイツ帝国鉄道が西部鉄道を管轄した時期には多数の改修が行われた。フッテン地域とエーデルバウアー旧駅で待避線 (Betriebsausweichen) が構築され、ヴェルスで新しい操車場が設備された。ヴェルスで第二の操車場建設も計画されたが、終戦後出来ことの成り行きで実行されなかった。リンツ東操車場はヘルマン・ゴェリング工場 (現在フォエスタトアルピネ製鋼株式会社) の建設により拡張された。
1983年にカール・ラウゼッカー (Karl Lausecker, 1928~2015) 交通大臣は西部鉄道の細部改修計画を発表した。改修期間は1987年から1992年までと決まって、ザルツブルク - アトナング＝プッフハイム区間の新線建設が予定されていた。最高速度は250 km/hと設定された。2001年に列車の走行速度はプリンツァースドルフ - グロース・ジネリング区間で200 km/hに上昇した。

### ÖBB持ち株会社時代
聖ポェルテン中央駅の改築工事の間に二つのアイスベルクボーゲントンネルが建設され、2010年開通された。2014年12月イプス（ドナウ） - アムシュテッテン区間に複々線の工事は高速線工事を含めて完了した。その複々線工事の間にノイマルクト＝カールスバッハ駅とブリンデンマルクト駅の乗降場はともに55 cmの高さで改築された。2016年7月から9月まで、ラカヴィンケル - ノイレングバッハ区間は、改修作業のため完全に封鎖された。2017年12月に聖ポェルテン貨物線がヴァグラム分岐点 - ロール分岐点区間で開通された。2018年4月まで10本の線路がリンツ中央駅の東側で整えられて、高速線と在来線の連結工事が行われた。

### 高速鉄道の生成と発展
高速線は1990年代から線路容量の増大の目的で建設され、1994年ジッテンベルクトンネルが最初の高速線区間として開通された。1995年ラムバッハ迂回路であるカルヴァリーントンネルの開通が、1997年ロェマーベルクトンネルの開通が続いた。2000年聖ポェルテン - プリンツァースドルフ区間が三つの線路で改修されて、グロースジーネリング - ポェヒラルン区間の新線は最高速度200 km/hで開通された。翌年には聖ペーター＝ザイテンシュテッテン区間の新線および聖ペータートンネル、ジーベルクトンネルが完成されて、2003年高速線路がアムシュテッテン - 聖ペーター＝ザイテンシュテッテン区間で在来線の側に建設された。それでアムシュテッテン - 聖ヴァレンティン区間では200 km/hの高速走行が可能となった。2007年にエンス区間の新線が完工された。
2012年12月9日に西部鉄道は230 km/hで走行できる区間であるウィーン・ハーダースドルフ - 聖ポェルテン新線区間の開業で新しい転機を迎えた。同時に列車の最高速度は聖ヴァレンティン - リンツ・クラインミュンヘン区間で200 km/hから230 km/hに上昇した。ウィーン - 聖ポェルテン区間の新線は、ウィーンの森区間で曲線の多い、山岳鉄道と同じ様の在来線を補強することとなった。2013年復活祭の時点で、イプス（ドナウ）- アムシュテッテン区間の新線一部とブルクシュタルトンネルが開通された。2014年12月に複々線の改修工事はその区間で完了した。

## 運行形態（特急列車）
旅客輸送の場合、運賃制は次の運輸連合により運営されている。
- ウィーン - エンス区間: オーストリア東部地域運輸連合（Verkehrsverbund Ost-Region, VOR）[14]
- エンス - ノイマルクト区間: 上オーストリア州運輸連合（Oberösterreichischer Verkehrsverbund, OÖVV）[15]
- シュトラースヴァルヒェン - ザルツブルク区間: ザルツブルク州運輸連合（Salzburger Verkehrsverbund, SVV）[16]

### インターシティ・エクスプレス(ICE)
ICEはドイツ鉄道の高速列車で、ウィーンからニュルンベルクを経由してドイツ各地を結ぶ。ウィーン - ヴェルス間でオーストリア西部鉄道を通り、線内の途中停車駅はリンツのみだが、アムシュテッテンやトゥルナーフェルトにも停車する列車もある。2時間ヘッドのパターンダイヤとなっている。
2014年以前はウィーン西駅発着で、2015年はウィーン本駅経由・ウィーン空港発着であった。2015年12月より、ウィーン本駅発着に短縮された。2019年以前は、全列車アムシュテッテンとトゥルナーフェルトを通過していた。

### レールジェット(RJX、RJ)
オーストリア鉄道の高速列車で、原則ウィーン - ザルツブルク間通しの運転である。州都のみに停車（一部はヴェルス、アトナンクにも停車）する速達型の「レールジェット・エクスプレス(RJX)」と、郡都クラスの主要駅にも停車する「レールジェット(RJ)」がある。下記4系統が、それぞれ2時間間隔での運行で、合計で毎時2本のパターンダイヤとなっている。
- 【RJX】ブダペスト/ウィーン空港 - ウィーン - ザルツブルク - ミュンヘン/インスブルック
2時間間隔での運行。二層建て列車で、ブダペスト - ミュンヘンの車両と、ウィーン空港 - インスブルックの車両に分かれる。
過去の運行状況
2013年以前は、レイルジェット(RJ)の種別であった。全車両がブダペスト - ミュンヘンの運行で、ウィーン西駅でスイッチバックし、ペンツィング駅付近から西部・南部連絡線を通ってブダペストまで運行されていた。
2013年12月に、ウィーン西駅 - インスブルック間運行の車両を併結。
2015年12月に、ウィーン西駅を経由しなくなり、またインスブルック方面の車両はウィーン空港発着となった。
2019年度に、新設の種別「レイルジェット・エクスプレス(RJX)」に変更された。当時は全列車アムシュテッテン通過であった。

- 【RJX】ウィーン空港 - ウィーン - ザルツブルク - ブレゲンツ/チューリヒ
2時間間隔での運行。
過去の運行状況
2015年以前は、レイルジェット(RJ)の種別であった。また、ウィーン西駅発着であった。
2015年12月に、ウィーン本駅発着に変更された。
2018年末に、新設の種別「レールジェット・エクスプレス(RJX)」に変更された。

- 【RJ】ウィーン空港 - ウィーン - ザルツブルク
- 【RJ】ウィーン - ザルツブルク
それぞれ2時間間隔での運行で、合わせて1時間毎のパターンダイヤとなっている。早朝のヴェルス発の列車は、ザンクトファレンティンを通過する。
過去の運行状況
2013年以前は、東側がウィーン西駅発着で、西側は約半数がチロル方面に乗り入れていた。また、インターシティ(IC)の種別で運行していた。ノイマルクト・ケステンドルフを通過していた。
2013年12月のダイヤ改正で、チロル方面の車両は超特急型に併結されることとなり、大半がウィーン西駅 - ザルツブルクの運行となった。
2016年度に、ウィーン側のターミナルがウィーン本駅に変更された。
2017年度に、レイルジェット(rj)に種別変更された。また、半数がウィーン空港発着となった。
2018年度以降、ノイマルクト・ケステンドルフ停車となった。
2020年春以降一時期、ウィーン本駅発着の列車が運行を休止し、ヴェストバーン(WB)がその穴埋めを行っている[17]。
2022年度に限り、早朝のヴェルス発ウィーン空港行が、アムシュテッテン停車のまま、レイルジェット・エクスプレス(rjx)の種別で運行していた。

### インターシティ(IC)
下記3系統が運行している。
- ザルツカンマーグート号：　ウィーン本駅 - アトナンク - シュタイナハ
一日1往復の運行。アトナンク以西は170号線に直通する。ヴェルスを通過する。
2019-21年度に限りトゥルナーフェルトに停車していた。2020年以前はヴェルスにも停車していた。2022年以前は、土曜・休日のみの運行であった。

- ウィーンの森号：　ウィーン本駅 - ヴェルス - ヴァーネミュンデ
一日1往復の運行。ヴェルス以西は150号線に直通する。2020年春に運行を開始した。

- シェーンブルン号：　ウィーン本駅 - ザルツブルク ( - シュツットガルト )
一日1往復の運行。トゥルナーフェルト、アムシュテッテンとファレンティンにも停車する。
2023年度に運行を開始した。当初、土曜日の西行と日曜日の東行は運行していなかったが、2023年夏より毎日運行し、ドイツのシュツットガルトまで直通を開始した[18]。

- 過去の運行系統
  - ウィーン本駅 - ザルツブルク南駅 - ヴェアグル（キツビューエラー・アルペン号）
2017年度に、休日のみ一日1往復運行していた。ザルツブルク本駅を経由せず、ザルツブルク南駅経由で200号線に直通していた。なお、アムシュテッテンに停車し、ヴェルス - ザルツブルク南駅間ノンストップであった。2017年末に、ヴェストバーン増発に伴い休止された。
  - ウィーン本駅 - アムシュテッテン - ビショフスホフェン　【夏季の金・土・日曜運行】
2022年の夏限定で、金曜・土曜の西行と、土曜・日曜の東行のみ、週1往復運行していた。アムシュテッテン以西は130号線に直通していた。
  - 他に、2016年以前はウィーン - ザルツブルク間には一時間に1本運行していたが、2016年末にレイルジェット(RJ)に格上げされた。

### ヴェストバーン(WEST)
ヴェストバーン社が運行する列車。なお、他種別と運賃体系が異なり、オーストリア連邦鉄道の切符では乗車できない。
- ウィーン西駅 - ザルツブルク - ミュンヘン
一日5往復、2-4時間に1本の運行。
2022年4月に一日6往復の運行を開始した[19]。2023年6月より一日5往復となった[20]。

- ウィーン西駅 - ザルツブルク - インスブルック
一日3往復の運行。
2022年12月に一日3往復の運行を開始した[21]。2023年6月より一日4往復、9月より一日5往復となった[20]。

- ウィーン西駅 - ザルツブルク
毎時1本の運行。ミュンヘン、インスブルック発着系統と合わせて毎時1-2本が確保されている。
過去の運行形態
2017年以前は、ウィーン - リンツ間ノンストップの列車も運行していた他、大部分がトゥルナーフェルト停車、フェクラブルック通過であった。全列車、アトナング - ザルツブルク間ノンストップであった。
2017年末にトゥルナーフェルト通過となった。
2018年末にフェクラブルック停車となった。
2020年春から2021年春まで、2時間に1本の運行となった他、マイドリング駅を経由、レイルジェット(rj)と同じ停車駅で運行していた[22][17]。
2021年末に、シュトラスヴァルヒェン、ノイマルクト、ゼーキルヒェンに、朝のザルツブルク行と夕方のウィーン行の一部が停車する様になった[23]。
2023年9月の改正で、全列車がフェクラブルック - ザルツブルク間ノンストップとなった。

- 過去の運行系統
  - プラーターシュターン - ウィーン中央駅 - ウィーン本駅 - ザルツブルク
2018,19年度に運行していた。18年度はフェクラブルックを通過していた。ウィーン市内は、マイドリングとウィーン中央駅に停車し、900号線に直通していた。

### ユーロナイト(EN)
下記の2系統が、一日1往復ずつ、合わせて2往復運行している。「カールマーン・イムレ」号を名乗っている。2017年以前は、後述のナイトジェットも本種別で運行しており、本数が多かった。
- EN50466/50467 : プラハ - リンツ - ザルツブルク - チューリヒ間
- EN40462/40467 : ブダペスト - ウィーン本駅 - リンツ - ザルツブルク - チューリヒ間
- EN50462/50237 : ブダペスト - ウィーン本駅 - リンツ - ザルツブルク - ミュンヘン間[24]
各州の州都にのみ停車し、チューリヒ方面に限りヴェルスに追加停車する。
過去の運行形態
2015年以前はヒュッテルドルフを経由していた他、チューリヒ方面・プラハ方面の車両を連結せず、またヴェルスを通過していた。
2015年末に現在のルートとなった。
2016年末にチューリヒ方面・プラハ方面の車両を連結する様になった。
2017年末にチューリヒ方面に限りヴェルス停車となった。
2023年度に限り、東行がユーロナイト(EN)とユーロシティ(EC463)の併結編成となった[25]。

- EN406/407 : ワルシャワ - ウィーン - ザルツブルク - ミュンヘン
一日1往復の運行。ウィーン以東は910号線経由で901号線に、ザルツブルク以西はドイツ鉄道951号線に直通する。アトナングにも停車する。
2024年度に運行を開始した。

### ナイトジェット(NJ)
下記の系統が、一日1往復ずつ運行している。現在は全列車がウィーン本駅発着だが、2015年以前はウィーン西駅発着であった。2016年末に「ナイトジェット(Nightjet)」のブランド名がつけられたが、2017年度はまだ、ユーロナイト(EN)の種別で、ナイトジェットの愛称名で運行していた。
- EN40236/40466 : ウィーン本駅 - ザルツブルク - ベネチア間
- EN466/467 : ウィーン本駅 - ザルツブルク - チューリヒ間
2014年以前は、ベネチア方面とチューリヒ方面が別系統で運行されていた。また、チューリヒ方面はブダペスト発着であった。

- EN446/447 : ウィーン本駅 - ザルツブルク - ブレゲンツ間
フェクラブルック、ファレンティンにも停車し、西行のみトゥルナーフェルトにも停車する。
2017年以前はフェクラブルックを通過していた。2021年以前は東行もトゥルナーフェルトに停車していた。

- EN490/491 : ウィーン本駅 - ヴェルス - ハンブルク間
- EN40490/40421 : ウィーン本駅 - ヴェルス - アムステルダム間
ドイツ方面に向かう列車。アムシュテッテンを通過する。
2015,16年度は、ハンブルク方面とデュッセルドルフ方面が別列車で運行していた。2023年度以前は、ウィーン行に限りアムシュテッテンに停車していた。

- nj40425/40468 : ウィーン本駅 - ザルツブルク - ブリュッセル
- nj468/469 : ウィーン本駅 - ザルツブルク - パリ間
パリ側は東駅の発着となる。パリ方面は月曜、水曜、金曜運転。ウィーン方面は水曜、金曜、日曜の隔日運転を行う。アムシュテッテン、ヴェルス、アトナングを通過する。
2021年12月のダイヤ改正で新設。2022,2023年度は、パリ方面が月・木・土曜日、ウィーン方面が火・金・日曜日の運行であった。

### シュネルツーク(D)
- 休暇特急：　ウィーン本駅 ← リンツ ← ビショフスホフェン　【日曜日と夏季の土曜日運行】
- プラーナイ号：　ウィーン本駅 → リンツ → ビショフスホフェン　【金曜日と夏季の土曜日運行】
金曜の西行と、日曜の東行のみ、週1往復の運行。季節限定で、土曜日に週1往復増発され、上下とも「休暇特急」の愛称名になる。リンツ以西は140号線に直通する。トゥルナーフェルト通過で、ザンクトペルテン - リンツ間ノンストップ。
過去の運行形態
2020年度は、増発便のみ冬に運行していた。
2020年末に、通年運行の列車がシュネルツーク(D)の種別で運行を開始した。2021年夏より、インターシティ(IC)に格上げされた他、増発便も夏・冬運行となった。
2022年度に限り、夏季運休となった。夏季には130号線経由のインターシティ(IC)が設定されていた。
2023年度より、再びシュネルツーク(D)に格下げとなった。

- ウィーン本駅 - リンツ　【月 - 木曜運行】
朝に、アムシュテッテン発ウィーン行が1本、リンツ発ウィーン行が1本運行する。夕方に、ウィーン発リンツ行が2本、ザンクトファレンティン行が1本、リンツ発ウィーン行が1本運行する。朝の列車はファレンティンを通過する。午後の東行は、ファレンティンに加えてトゥルナーフェルトとアムシュテッテンも通過する。
過去の運行形態
2018年度は、西行はウィーン発リンツ行、アムシュテッテン行が1本ずつ、東行はリンツ発アムシュテッテン行、アムシュテッテン発ウィーン行が一日1本ずつ運行していた。また、上下ともファレンティンを通過していた他、午後の西行がトゥルナーフェルトを通過していた。
2018年末に、上下ともアムシュテッテン以東のみに短縮された。
2019年末に、西行が3本に増発され全てリンツまで運行する様になった。東行は、新規にリンツ発ウィーン行が1本設定された。また、西行に限りファレンティン停車となった。
2020年末に、アムシュテッテン発の列車がザンクトファレンティン発に延長された他、リンツ発ウィーン行が1本増発された。この増発された列車はファレンティンにも停車となった。
2021年末に、ザンクトファレンティン発の列車が短縮されてアムシュテッテン発となった。
2023年度に、リンツ発着のうち1往復が、西行はザンクトファレンティンまで、東行はアムシュテッテンまで短縮となった。これにより、ザンクトファレンティンは東行全て通過となった。
2024年度より、夕方にアムシュテッテン発ウィーン行1本が増発された。夕方の西行はすべてトゥルナーフェルト停車となった。

- ウィーン本駅 - リンツ ( - ザルツブルク - ヴェアグル)　【金曜運行】
朝に、アムシュテッテン発ウィーン行が1本、リンツ発ウィーン行が1本運行する。午後にウィーン発リンツ行が2本、ヴェアグル行が1本、リンツ発ウィーン行が2本運行される。ザルツブルク以西は200号線に直通する。朝の列車はファレンティンを通過する。午後のザルツブルク行と東行の列車は、ファレンティンに加えてトゥルナーフェルトとアムシュテッテンも通過する。
過去の運行形態
2018年度は、午後の西行が6本、東行が2本の運行であった。午後の西行のうち1本がヴェルスまで直通していた（リンツ - ヴェルス間ノンストップ）。また、朝はアムシュテッテン発の片道1本のみの運行であった。午後の西行はトゥルナーフェルト通過であった。
2018年末に、午後の西行がすべてリンツ以東の運行となった他、1本がアムシュテッテンまで短縮された。
2019年末に、西行がすべてリンツ行となり、朝にリンツ発ウィーン行が新規に設定された。朝の列車を除き、ファレンティンへの停車を開始した。
2020年末に、アムシュテッテン発の列車がザンクトファレンティン発に延長された他、リンツ発ウィーン行が1本増発された。この増発された列車はファレンティンにも停車となった。また午後は、東行が1本、西行が4本に減便された。
2021年末に、ザンクトファレンティン発の列車が短縮されてアムシュテッテン発となった。午後の東行は休止となった。
2023年度に、ウィーン - リンツ間で1往復が削減された。これにより、ザンクトファレンティンは東行全て通過となった。
2024年度に、東行が2本増発され、西行のうち1本がリンツからヴェアグルまで延伸となった。これら3本は、いずれもファレンティンとアムシュテッテン通過となった。西行のうちリンツ止まりの2本は、トゥルナーフェルト停車となった。

- ヴェアグル → ザルツブルク → ウィーン　【土曜運行】
土曜日のみ、一日片道1本の運行。ファレンティンとアムシュテッテンを通過する。ザルツブルク以西は200号線に直通する。トゥルナーフェルトを通過する。
2024年度に運行を開始した。

- ゲゾイゼ号：　ウィーン本駅 - アムシュテッテン - ビショフスホフェン　【金・日曜日運行】
週1往復に限り運行する。アムシュテッテン以西は130号線に直通する。トゥルナーフェルトを通過する。
2023年度に運行を開始した。

- 過去の運行系統
  - リンツ → ウィーン　【日曜運行】
2018年度は、夕方に、片道3本運行していた。また、ファレンティンを通過していた。
2019年度は、片道2本に減便となった。
2020年度に、ファレンティン停車となった。
2021年度に、片道1本に減便となった。
2021年度限りで運行休止。

### 過去の運行種別
- ユーロシティ(EC)
2016年以前、リンツ - ミュンヘン間に1往復運行されていた。停車駅はインターシティと同じであった。

## 運行形態（快速・普通列車）
シュタインドルフ以南のみを運行する列車は190号線の項目を参照。

### シティジェット・エクスプレス(cjx)
ウィーン近郊で運行される快速列車。
- cjx5系統：　ウィーン西駅 - 新線経由 - ザンクトペルテン - アムシュテッテン( - ザンクトファレンティン)
毎時1本の運行。なお、朝と夕方には、普通列車(R53系統)としてザンクトファレンティンまで延伸される他、R58系統として130号線に直通する列車もある。
2019年以前は、全区間レギオナルエクスプレス(REX)として運行していた。

- cjx5系統：　ウィーン西駅 - 新線経由 - ザンクトペルテン - アムシュテッテン( - ゼルツタル)　【土曜・休日運行】
休日限定で、一日1往復の運行。アムシュテッテン以西はR58系統として130号線に直通する。ザンクトペルテン以西の停車駅が少なく、メルク、イプス、アムシュテッテンにしか停車しない。
2023年度に運行を開始した。

- cjx5系統：　( ウィーン西駅 → ) ザンクト・ペルテン → アムシュテッテン → クラインライフリング　【平日運行】
一日あたり、片道1本のみの運行。ペルテン以西は各駅に停車する。アムシュテッテン以西は130号線に直通する。ザンクトペルテン以西は快速(REX51)として運行する。
2023年度以前は、レギオナルツーク(R58)の種別で運行していた。

### レギオナル・エクスプレス(REX)
全線で運行される快速列車。全線通しの列車はなく、運転系統が下記の通り分かれている。
- REX51系統、ヴィーナーヴァルト・シュプリンター号：　ウィーン西駅 - 旧線経由 - ザンクトペルテン　【平日運行】
一日4往復の運行。停車駅が少なく、プアカースドルフ中央を通過し、アイヒグラーベン以西でも快速運転する。
2024年度より運行を開始した。

- REX51系統：　ウィーン西駅 - 旧線経由 - ザンクトペルテン ( → アムシュテッテン)
平日毎時2本（午前中は毎時1本）、休日毎時1本の運行。ノイレングバッハ以西は各駅に停車し、事実上ローカル輸送を担っている。一日あたり、片道1本のみがアムシュテッテンまで直通する。ザンクトペルテン以西は、特別快速(cjx5)として運行する。
2015年以前は、特別快速(REX)と快速(R)が毎時1本ずつの運行であった。また、特別快速(REX)はザンクトファレンティンまで直通していた（休日は半数がアムシュテッテン止まり）他、ノイレングバッハ - ザンクトペルテン間でも快速運転をしていた。さらに、停車駅のバリエーションも多かったが、2015年12月以降統一された。
過去の運行状況
2015年以前は、ウィーン - 旧線経由 - ファレンティン間で毎時1本運行していた（休日は半数がアムシュテッテン止まり）。
2016,17年度は、ザンクトペルテン - アムシュテッテン間が中心の運行となり、朝・午後に新線経由でウィーン西駅まで運行していた（休日は一日1往復のみ）。朝・夕方はファレンティンまで延伸され、朝のウィーン行、夕方のファレンティン行が、アムシュテッテン以西普通として運行していた。
2018年度は、快速のままファレンティンまで直通する様になった。
2018年末に、大部分がザンクトペルテン以東の運行となり、アムシュテッテン直通は片道1本に減便された。平日・休日とも、マーカースドルフと大ジアニングは通過していた。
2020年末に、ザンクトペルテン以西直通列車が種別変更する様になり、平日は普通(R58)、休日は特別快速(cjx5)として直通する様になった。
2022年度に限りに、ウィーン西駅発アイヒグラーベン行一日1本に限りデュアヴィーンとレカヴィンケルに停車していた。
2024年度より、アムシュテッテン直通列車は土・日・月曜の運行となり、月曜も含めてザンクトペルテン以西特別快速(cjx5)として運行する様になった。

- REX57系統：　シャイプス → ペヒラーン → ザンクトペルテン
朝に片道2本のみの運行。ロースドルフ、プリンツァースドルフを通過する一方、ジアニングとマーカースドルフに停車する。メルクは2本中1本のみ停車。ペヒラーン以西は120号線から直通する。
2019年以前は、平日に3本、休日に1本運行していた。昼には、ザンクト・ペルテン→ペヒラーン→シャイプスの系統も片道1本運行していた。2015年以前は、平日朝の片道1本のみの運行であった。

- (アムシュテッテン → ）ザンクトファレンティン → リンツ間
朝の片道のみの運行。平日6本、休日1本が運行される。うち3本がアムシュテッテン始発となる（ただしうち1本は、ファレンティン以東普通として運行）。アムシュテッテン発のうち1本は、特急と同じ停車駅で運行される。

- ザンクトニコラ・ストゥルデン - エンスドルフ - リンツ間　【平日運行】
2時間間隔の運行。エンスドルフ以東は沿ドナウ線に直通する。

- リンツ - ヴェルス - パッサウ間
毎時1本の運行。途中、マルヒトレンクのみに停車が基本。ヴェルス以西は150号線に直通する。
2022年以前は、パッサウ方面行のうち一部がトラウンを経由していた。

- リンツ - アトナング・プッハイム - シュタイナハ・イアドニング間
毎時1本の運行（休日は2時間間隔）だが、午前中は数時間運行されない時間帯もある。アトナング以西は170号線に直通する。
2016年以前はトラウンを経由していた。

- リンツ - アトナング・プッハイム( - ザルツブルク)間　【平日・土曜運行】
平日は一日3往復運行されるが、うちザルツブルク行1本とリンツ行1本はアトナング以西、リンツ行1本はシュトラスヴァルヒェン以西で普通列車になる。なお、ゼーキルヒェンにも停車する。土曜は、ザルツブルク行が3本とも運行する一方で、リンツ行は1本のみの運行となり、シュトラスヴァルヒェン以西で普通列車になる。
過去の運行形態
2016年以前はトラウンを経由していた。シュタインドルフにも停車していた。リンツ行3本のうち2本がシュトラスヴァルヒェン以東で、1本が全線で快速として運行していた。また、休日はアトナング→ザルツブルク→フライラッシングの片道1本が設定されていて、この列車はシュトラスヴァルヒェン以西で普通列車となっていた。
2017年度より、マルヒトレンク経由となった。
2021年度より、休日の運行が休止となった。2021年夏より、シュタインドルフ通過となった。
2023年度より、休日にフライラッシング→リンツの列車が1本設定された。この列車は、シュトラスヴァルヒェン以西で普通列車となっていた。この列車を合わせて、土曜日は西行3本、東行2本の運行であった。
2024年度より、リンツ行のうち1本がアトナング以東で普通列車として運行する様になり、シュトラスヴァルヒェンで種別を変更する列車は1本のみとなった。また、休日の運行を取りやめ、土曜日の東行は一日1本のみとなった。

- 過去の運行系統
  - ウィーン（フランツヨーゼフ駅） - ザンクト・ペルテン - ヴェルス - パッサウ間
一日1往復の運行。かつては、急行(EZ)として運行されていた。ウィーン側の起点はフランツヨーゼフ駅で、ウィーン - ザンクト・ペルテン間の経由地が他種別と異なる。オーストリア西部鉄道を通るのはザンクト・ペルテン - ヴェルス間のみ。2019年以前に運行していた。

### レギオナルツーク(R)
全線で運行される中距離普通列車。全線通しの列車はなく、運転系統が下記の通り分かれている。
- R52系統：　ザンクト・ペルテン - ペヒラーン( - ザンクトファレンティン)
毎時1本の運行。原則、各駅に停車する。大部分はペヒラーン止まりで、アムシュテッテンやザンクトファレンティンまで運行されるのは朝と夜間のみ。日中はREXがこの区間のローカル輸送を担っている。
2019年以前は休日の本数が少なく、早朝1.5往復、午後2時間間隔の運行であった。2020年以前は、平日・休日とも、午前中の本数が少なく、2時間に1本の運行であった。

- R53系統：　アムシュテッテン - ザンクトファレンティン
毎時1本の運行。
2015年以前は朝と夕方のみの運行で、ウィーン - ファレンティン間のREXがこの区間のローカル輸送を担っていた。2019年以前は休日の本数が少なく、2時間に1本の運行であった。

- R53系統：　アムシュテッテン → ザンクトファレンティン ( → リンツ )　【平日運行】
朝の片道1本のみの運行。ザンクトファレンティン以西は快速(REX)として運行する。

- R57系統：　ザンクト・ペルテン → ペヒラーン →シャイプス　【平日運行】
一日あたり、片道1本のみの運行。ペヒラーン以西は120号線に直通する。120号線直通列車は他にもあるが、他の列車はR52系統を名乗っている。

- リンツ - ヴェルス - アトナング・プッハイム - シュタインドルフ、ザルツブルク間
毎時1本の運行。ヴェルス以東はＳバーン(S2)として運行する。また、シュトラスヴァルヒェン - ザルツブルク間も、普通「Sバーン」として運行する。
2017年以前は、大部分がアトナング - ザルツブルク間で特別快速「レギオナル・エクスプレス」として運行しており、レギョナルツークは朝と夜間のみの運行で、ノインキルヒェンにも停車していた。また、特別快速として運行していた便は、半数がシュタインドルフ以東の運行で、残り半数はザルツブルクからローゼンハイム線のタクスハム・オイロパークまで乗り入れていた。また、ノインキルヒェン・ガンパーンは通過列車の方が多かった。
2020年以前は、休日のアトナング - シュタインドルフ間が2時間に1本の運行となっていた。
2021年末より、全列車ノインキルヒェン・ガンパーン停車となった。

- 過去の運行系統
  - ウィーン - ザンクト・ペルテン間
2015年以前は、毎時1本（休日は2時間間隔）運行していた。また、トゥルナーバッハ以東では大多数が快速運転をしていた（停車駅は現在のREXと同じ）。下オーバーンドルフ、ホフシュタットの両駅とも停車していた。
2015年末に、大多数が快速運転区間をノイレングバッハまで延ばし、特別快速(REX)に格上げされた。深夜の一日2往復、および平日の朝に運行されるレカヴィンケル発ウィーン西駅行片道2本のみがレギオナルツーク(R)として残された。
2019年末に、他の種別に吸収されて休止。
  - 2016年以前は、リンツ近郊にも運行していたが、2016年末にSバーンに変更された。
  - シュトラスヴァルヒェン - ザルツブルク
2017年末に運行を開始した。平日・土曜日のみ、毎時1本運行していた。休日は、ザルツブルク→シュトラスヴァルヒェンの片道1本のみ運行していた。
2021年末に、シュタインドルフ以東での運行を取りやめた。

### Sバーン・ウィーン
- S50系統：　ウィーン西 - アイヒグラーベン ( - ノイレングバッハ)
毎時4本の運行。半数がアイヒグラーベン、残り半数が下プアカースドルフ以東の運行で、早朝・深夜のみノイレングバッハまで直通する。
過去の運行形態
2015年以前は、毎時2本の運行で、大多数がウィーン西 - レカヴィンケル間の運行であった。休日は、毎時1本しか走らない上に、大半がウィーン - トゥルナーバッハ間のみの運行であった。トゥルナーバッハ以西のローカル輸送は快速(R)が担っていた。
2015年12月、快速(R)の特別快速(REX)への格上げに伴い、大部分がノイレングバッハまで延長された。休日はウィーン - 下プルカースドルフの区間運転が毎時1本設定され、従来便とあわせて毎時2本の運行となった。下オーバーンドルフ、ホフシュタットの両駅とも停車していた。
2020年度より、休日もノイレングバッハまで毎時2本の運行となった。
2024年度より、大部分がアイヒグラーベン・アルトレングバッハまで短縮された他、下プアカースドルフ以東は区間運転が増発され、毎時4本の運行となった。下オーバーンドルフとホフシュタットは全列車通過となった。

- 過去の運行系統
  - ヒアシュテッテン/ブルック - ヒュッテルドルフ - 下プルカースドルフ間(S60)
主に、ヒュッテルドルフ以東、東部鉄道マーヘク支線を運行する系統だが、平日の朝と夕方のみ、一部が西部鉄道のレカヴィンケルまで（2016-19年度は下プルカースドルフまで）乗り入れていた。
2015年末に、運行系統変更によりS80に系統番号が変更された。2019年末に休止。

### Sバーン・リンツ
- ガーシュテン/クラインライイフリンク - ザンクトファレンティン - リンツ(S1)
平日毎時1.5本、休日毎時1本の運行。原則、各駅に停車する。ファレンティン以東は131号線に直通する。
2016年度に限り、131号線に直通していなかった。また2016年以前は、レギオナルツーク(R)として運行していた。2020年以前は、平日も毎時1本の運行であった。

- リンツ - ヴェルス - シュタインドルフ、ザルツブルク間(S2)
毎時1本の運行。ヴェルス以西はレギオナルツーク(R)として運行される。

### Sバーン・ザルツブルク
- リンツ - シュトラスヴァルヒェン - ザルツブルク - フライラッシンク間(S2)
毎時1本の運行。シュトラスヴァルヒェン以東はレギオナルツーク(R)として運行する。ザルツブルク以西は200号線→ドイツ国鉄951号線に直通する。休日は、半数がシュトラスヴァルヒェン以西のみの運行となる。東行片道1本のみ、途中駅を通過する。
過去の運行形態
2017年以前は、大部分がシュトラスヴァルヒェン - ザルツブルク間のみの運行で、全て各駅停車で、ノイマルクトにも停車していた。
2017年末にリンツ - フライラッシング間の運行となった。
2021年末にシュタインドルフ通過となった。

## 駅一覧
以下では、オーストリア西部鉄道の駅と営業キロ、停車列車、接続路線などを一覧表で示す。なおシュタインドルフ以南は190号線の項目も参照。
- 種別
  - ICE：インターシティ・エクスプレス
  - RJ：レイルジェット
  - IC：インターシティ・ユーロシティ
  - WB：ヴェストバーン
  - EN：ユーロナイト
  - NJ：ナイトジェット
  - REX：レギオナルエクスプレス
  - R：レギオナルツーク
- 停車駅
  - ■印：全列車停車
  - ●印：一部通過
  - ▼∧印：西行のみ停車、東行は通過
  - ○印：一部停車
  - ｜印：全列車通過

| 路線名              | 駅名                                                              | 駅間営業キロ | 累計営業キロ  | 累計営業キロ | ICE         | RJX         | RJ          | EN          | NJ          | IC          | D           | WB | CJX            | REX                                                                                       | REX                                                             | R                                                      | S                                                                                      | 接続路線 | 所在地                                                                                   | 所在地                             |
| ------------------- | ----------------------------------------------------------------- | ------------ | ------------- | ------------ | ----------- | ----------- | ----------- | ----------- | ----------- | ----------- | ----------- | --- | -------------- | ----------------------------------------------------------------------------------------- | --------------------------------------------------------------- | ------------------------------------------------------ | -------------------------------------------------------------------------------------- | --- | ---------------------------------------------------------------------------------------- | ---------------------------------- |
| 西部鉄道            | ウィーン中央駅                                                    |              | 新線経由 -4.6 | 旧線経由 0.0 | ■           | ■           | ■           | ■           | ■           | ■           | ■           | |                |                                                                                           |                                                                 |                                                        |                                                                                        | 700号線（ブルック方面）、900号線（フロリツドルフ方面） 901号線（プラハ方面）、910号線（マーヘク方面） ウィーン地下鉄1号線 | ウィーン市                                                                               | ファーフォリテン区                 |
| 西部鉄道            | ウィーン・マイドリング駅                                          |              | -1.2          | -10.3        | ■           | ■           | ■           | ■           | ■           | ■           | ■           | 510号線（グログニッツ方面）、511号線（ショプロン方面） 515号線（オペラ座方面/バーデン方面） ウィーン地下鉄6号線（西駅方面/ジーベンヒアテン方面） | マイドリング区 |                                                                                           |                                                                 |                                                        |                                                                                        | | ウィーン市                                                                               |                                    |
| 西部鉄道            | ウィーン西駅                                                      | -            | 0.0           | 0.0          | 新線（111） | 新線（111） | 新線（111） | 新線（111） | 新線（111） | 新線（111） | 新線（111） | ■ | ■              | ■                                                                                         | ■                                                               |                                                        | ■                                                                                      | ウィーン地下鉄3号線（シュテファン広場方面/オタクリンク方面） ウィーン地下鉄6号線（フロリツドルフ方面/マイドリンク方面）   | ウィーン市                                                                               | ルドルフスハイム・フュンフハウス区 |
| 西部鉄道            | ペンツィング駅                                                    | 2.6          | 2.6           | 2.6          | 新線（111） | 新線（111） | 新線（111） | 新線（111） | 新線（111） | 新線（111） | 新線（111） | ｜ | ｜             | ｜                                                                                        | ｜                                                              | ■                                                      | 郊外線（ハンデルスカイ方面）                                                           | ペンツィング区 | ウィーン市                                                                               |                                    |
| 西部鉄道            | ヒュッテルドルフ駅                                                | 3.2          | 5.8           | 5.8          | 新線（111） | 新線（111） | 新線（111） | 新線（111） | 新線（111） | 新線（111） | 新線（111） | ■ | ■              | ■                                                                                         | ■                                                               | ■                                                      | 910号線（ウィーン本駅/カール大公通り方面） ウィーン地下鉄4号線（ミッテ駅方面）         | ペンツィング区 | ウィーン市                                                                               |                                    |
| 西部鉄道旧線（110） | ヴォルフ・イン・デア・アウ駅                                      | 2.1          |               | 7.9          | 新線（111） | 新線（111） | 新線（111） | 新線（111） | 新線（111） | 新線（111） | 新線（111） | 新線（111） | 新線（111）    | ｜                                                                                        | ｜                                                              | ■                                                      |                                                                                        | ペンツィング区 | ウィーン市                                                                               |                                    |
| 西部鉄道旧線（110） | ハーダースドルフ駅                                                | 1.3          |               | 9.2          | 新線（111） | 新線（111） | 新線（111） | 新線（111） | 新線（111） | 新線（111） | 新線（111） | 新線（111） | 新線（111）    | ｜                                                                                        | ｜                                                              | ■                                                      |                                                                                        | ペンツィング区 | ウィーン市                                                                               |                                    |
| 西部鉄道旧線（110） | ヴァイドリンガウ駅                                                | 0.7          |               | 9.9          | 新線（111） | 新線（111） | 新線（111） | 新線（111） | 新線（111） | 新線（111） | 新線（111） | 新線（111） | 新線（111）    | ｜                                                                                        | ｜                                                              | ■                                                      |                                                                                        | ペンツィング区 | ウィーン市                                                                               |                                    |
| 西部鉄道旧線（110） | プルカースドルフ・サナトリウム駅                                  | 1.1          |               | 11.0         | 新線（111） | 新線（111） | 新線（111） | 新線（111） | 新線（111） | 新線（111） | 新線（111） | 新線（111） | 新線（111）    | ｜                                                                                        | ｜                                                              | ■                                                      |                                                                                        | ニーダーエスターライヒ州                                                                                                  | ウィーン郊外郡                                                                           |                                    |
| 西部鉄道旧線（110） | 下プルカースドルフ駅                                              | 0.8          |               | 11.8         | 新線（111） | 新線（111） | 新線（111） | 新線（111） | 新線（111） | 新線（111） | 新線（111） | 新線（111） | 新線（111）    | ｜                                                                                        | ｜                                                              | ■                                                      |                                                                                        | ニーダーエスターライヒ州                                                                                                  | ウィーン郊外郡                                                                           |                                    |
| 西部鉄道旧線（110） | プルカースドルフ中央駅                                            | 1.1          |               | 12.9         | 新線（111） | 新線（111） | 新線（111） | 新線（111） | 新線（111） | 新線（111） | 新線（111） | 新線（111） | 新線（111）    | ｜                                                                                        | ■                                                               | ■                                                      |                                                                                        | ニーダーエスターライヒ州                                                                                                  | ウィーン郊外郡                                                                           |                                    |
| 西部鉄道旧線（110） | 下トゥルナーバッハ駅                                              | 4.0          |               | 16.9         | 新線（111） | 新線（111） | 新線（111） | 新線（111） | 新線（111） | 新線（111） | 新線（111） | 新線（111） | 新線（111）    | ｜                                                                                        | ｜                                                              | ■                                                      |                                                                                        | ニーダーエスターライヒ州                                                                                                  | ウィーン郊外郡                                                                           |                                    |
| 西部鉄道旧線（110） | トゥルナーバッハ・プレスバウム駅                                  | 3.1          |               | 20.0         | 新線（111） | 新線（111） | 新線（111） | 新線（111） | 新線（111） | 新線（111） | 新線（111） | 新線（111） | 新線（111）    | ■                                                                                         | ■                                                               | ■                                                      |                                                                                        | ニーダーエスターライヒ州                                                                                                  | ウィーン郊外郡                                                                           |                                    |
| 西部鉄道旧線（110） | プレスバウム駅                                                    | 1.3          |               | 21.3         | 新線（111） | 新線（111） | 新線（111） | 新線（111） | 新線（111） | 新線（111） | 新線（111） | 新線（111） | 新線（111）    | ■                                                                                         | ■                                                               | ■                                                      |                                                                                        | ニーダーエスターライヒ州                                                                                                  | ウィーン郊外郡                                                                           |                                    |
| 西部鉄道旧線（110） | デュアヴィーン駅                                                  | 1.2          |               | 22.5         | 新線（111） | 新線（111） | 新線（111） | 新線（111） | 新線（111） | 新線（111） | 新線（111） | 新線（111） | 新線（111）    | ｜                                                                                        | ｜                                                              | ■                                                      |                                                                                        | ニーダーエスターライヒ州                                                                                                  | ウィーン郊外郡                                                                           |                                    |
| 西部鉄道旧線（110） | レカヴィンケル駅                                                  | 2.3          |               | 24.8         | 新線（111） | 新線（111） | 新線（111） | 新線（111） | 新線（111） | 新線（111） | 新線（111） | 新線（111） | 新線（111）    | ｜                                                                                        | ｜                                                              | ■                                                      |                                                                                        | ニーダーエスターライヒ州                                                                                                  | ウィーン郊外郡                                                                           |                                    |
| 西部鉄道旧線（110） | アイヒグラーベン・アルトレングバッハ駅                            | 5.1          |               | 29.9         | 新線（111） | 新線（111） | 新線（111） | 新線（111） | 新線（111） | 新線（111） | 新線（111） | 新線（111） | 新線（111）    | ■                                                                                         | ■                                                               | ■                                                      |                                                                                        | ニーダーエスターライヒ州                                                                                                  | ザンクト・ペルテン・ラント郡                                                             |                                    |
| 西部鉄道旧線（110） | 下オーバーンドルフ駅（休止中 *4）                                 |              |               | (32.3)       | 新線（111） | 新線（111） | 新線（111） | 新線（111） | 新線（111） | 新線（111） | 新線（111） | 新線（111） | 新線（111）    | ｜                                                                                        | ｜                                                              | ｜                                                     |                                                                                        | ニーダーエスターライヒ州                                                                                                  | ザンクト・ペルテン・ラント郡                                                             |                                    |
| 西部鉄道旧線（110） | マリア・アンツバッハ駅                                            | 4.4          |               | 34.3         | 新線（111） | 新線（111） | 新線（111） | 新線（111） | 新線（111） | 新線（111） | 新線（111） | 新線（111） | 新線（111）    | ■                                                                                         | ■                                                               | ■                                                      |                                                                                        | ニーダーエスターライヒ州                                                                                                  | ザンクト・ペルテン・ラント郡                                                             |                                    |
| 西部鉄道旧線（110） | ホフシュタット駅（休止中 *4）                                     |              |               | (35.8)       | 新線（111） | 新線（111） | 新線（111） | 新線（111） | 新線（111） | 新線（111） | 新線（111） | 新線（111） | 新線（111）    | ｜                                                                                        | ｜                                                              | ｜                                                     |                                                                                        | ニーダーエスターライヒ州                                                                                                  | ザンクト・ペルテン・ラント郡                                                             |                                    |
| 西部鉄道旧線（110） | ノイレングバッハ町駅                                              | 2.6          |               | 36.9         | 新線（111） | 新線（111） | 新線（111） | 新線（111） | 新線（111） | 新線（111） | 新線（111） | 新線（111） | 新線（111）    | ■                                                                                         | ■                                                               | ■                                                      |                                                                                        | ニーダーエスターライヒ州                                                                                                  | ザンクト・ペルテン・ラント郡                                                             |                                    |
| 西部鉄道旧線（110） | ノイレングバッハ駅                                                | 1.1          |               | 38.0         | 新線（111） | 新線（111） | 新線（111） | 新線（111） | 新線（111） | 新線（111） | 新線（111） | 新線（111） | 新線（111）    | ｜                                                                                        | ■                                                               | ■                                                      |                                                                                        | ニーダーエスターライヒ州                                                                                                  | ザンクト・ペルテン・ラント郡                                                             |                                    |
| 西部鉄道旧線（110） | オラースバッハ駅                                                  | 3.5          |               | 41.5         | 新線（111） | 新線（111） | 新線（111） | 新線（111） | 新線（111） | 新線（111） | 新線（111） | 新線（111） | 新線（111）    | ｜                                                                                        | ■                                                               |                                                        |                                                                                        | ニーダーエスターライヒ州                                                                                                  | ザンクト・ペルテン・ラント郡                                                             |                                    |
| 西部鉄道旧線（110） | キルヒシュテッテン駅                                              | 1.5          |               | 43.6         | 新線（111） | 新線（111） | 新線（111） | 新線（111） | 新線（111） | 新線（111） | 新線（111） | 新線（111） | 新線（111）    | ■                                                                                         | ■                                                               |                                                        |                                                                                        | ニーダーエスターライヒ州                                                                                                  | ザンクト・ペルテン・ラント郡                                                             |                                    |
| 西部鉄道旧線（110） | ベーアイムキルヒェン駅                                            | 5.5          |               | 49.1         | 新線（111） | 新線（111） | 新線（111） | 新線（111） | 新線（111） | 新線（111） | 新線（111） | 新線（111） | 新線（111）    | ■                                                                                         | ■                                                               |                                                        |                                                                                        | ニーダーエスターライヒ州                                                                                                  | ザンクト・ペルテン・ラント郡                                                             |                                    |
| 西部鉄道旧線（110） | ポッテンブルン駅                                                  | 5.3          |               | 54.4         | 新線（111） | 新線（111） | 新線（111） | 新線（111） | 新線（111） | 新線（111） | 新線（111） | 新線（111） | 新線（111）    | ｜                                                                                        | ■                                                               |                                                        |                                                                                        | ニーダーエスターライヒ州                                                                                                  | ザンクト・ペルテン・ラント郡                                                             |                                    |
| 新線（111）         | トゥルナーフェルト駅                                              | 24.1         | 29.9          |              | ○           | ｜          | ■           | ｜          | ○           | ○           | ●           | ｜ | ■              |                                                                                           |                                                                 | 112号線（トゥルン方面、ヘルツォーゲンブルク方面）      | トゥルン郡                                                                             | ニーダーエスターライヒ州                                                                                                  |                                                                                          |                                    |
| 西部鉄道            | ザンクト・ペルテン駅                                              | 6.2 30.7     | 60.6          |              | ■           | ■           | ■           | ■           | ■           | ■           | ■           | ■ | ■              | ■                                                                                         | ■                                                               | ■                                                      | 112号線（ホーン方面） 113号線（トライゼン方面）、115号線（ラウベンバッハミューレ方面） | ニーダーエスターライヒ州                                                                                                  | ザンクト・ペルテン市                                                                     |                                    |
| 西部鉄道            | プリンツァースドルフ駅                                            | 8.1          | 68.7          |              | ｜          | ｜          | ｜          | ｜          | ｜          | ｜          | ｜          | ｜ | ●              | ｜                                                                                        |                                                                 | ●                                                      |                                                                                        | ニーダーエスターライヒ州                                                                                                  | ザンクト・ペルテン・ラント郡                                                             |                                    |
| 西部鉄道            | マーカードルフ・アン・デア・ピーラッハ駅                          | 2.1          | 70.8          |              | ｜          | ｜          | ｜          | ｜          | ｜          | ｜          | ｜          | ｜ | ○              | ■                                                                                         | ■                                                               |                                                        |                                                                                        | ニーダーエスターライヒ州                                                                                                  | ザンクト・ペルテン・ラント郡                                                             |                                    |
| 西部鉄道            | 大ジアニング駅                                                    | 3.2          | 74.0          |              | ｜          | ｜          | ｜          | ｜          | ｜          | ｜          | ｜          | ｜ | ○              | ■                                                                                         | ■                                                               |                                                        |                                                                                        | ニーダーエスターライヒ州                                                                                                  | ザンクト・ペルテン・ラント郡                                                             |                                    |
| 西部鉄道            | ロースドルフ駅                                                    | 4.1          | 78.1          |              | ｜          | ｜          | ｜          | ｜          | ｜          | ｜          | ｜          | ｜ | ●              | ｜                                                                                        | ●                                                               |                                                        | メルク郡                                                                               | ニーダーエスターライヒ州                                                                                                  |                                                                                          |                                    |
| 西部鉄道            | メルク駅                                                          | 6.6          | 84.7          |              | ｜          | ｜          | ｜          | ｜          | ｜          | ｜          | ｜          | ｜ | ■              | ●                                                                                         | ■                                                               |                                                        | メルク郡                                                                               | ニーダーエスターライヒ州                                                                                                  |                                                                                          |                                    |
| 西部鉄道            | ペヒラーン駅                                                      | 9.2          | 93.9          |              | ｜          | ｜          | ｜          | ｜          | ｜          | ｜          | ｜          | ｜ | ●              | ■                                                                                         | ■                                                               | エアラウフ谷線（シャイプス方面）                       | メルク郡                                                                               | ニーダーエスターライヒ州                                                                                                  |                                                                                          |                                    |
| 西部鉄道            | クルムヌスバウム駅                                                | 4.3          | 98.2          |              | ｜          | ｜          | ｜          | ｜          | ｜          | ｜          | ｜          | ｜ | ●              |                                                                                           | ■                                                               |                                                        | メルク郡                                                                               | ニーダーエスターライヒ州                                                                                                  |                                                                                          |                                    |
| 西部鉄道            | ゾイゼンシュタイン駅                                              | 4.3          | 102.5         |              | ｜          | ｜          | ｜          | ｜          | ｜          | ｜          | ｜          | ｜ | ○              | ■                                                                                         |                                                                 |                                                        | メルク郡                                                                               | ニーダーエスターライヒ州                                                                                                  |                                                                                          |                                    |
| 西部鉄道            | イプス・アン・デア・ドナウ駅                                      | 4.6          | 107.1         |              | ｜          | ｜          | ｜          | ｜          | ｜          | ｜          | ｜          | ｜ | ■              | ■                                                                                         |                                                                 |                                                        | メルク郡                                                                               | ニーダーエスターライヒ州                                                                                                  |                                                                                          |                                    |
| 西部鉄道            | ノイマルクト・アン・デア・イプス・カールスバッハ駅                | 3.8          | 110.9         |              | ｜          | ｜          | ｜          | ｜          | ｜          | ｜          | ｜          | ｜ | ●              | ■                                                                                         |                                                                 |                                                        | メルク郡                                                                               | ニーダーエスターライヒ州                                                                                                  |                                                                                          |                                    |
| 西部鉄道            | ブリンデンマルクト駅                                              | 6.2          | 117.1         |              | ｜          | ｜          | ｜          | ｜          | ｜          | ｜          | ｜          | ｜ | ●              | ■                                                                                         |                                                                 |                                                        | メルク郡                                                                               | ニーダーエスターライヒ州                                                                                                  |                                                                                          |                                    |
| 西部鉄道            | アムシュテッテン駅                                                | 7.5          | 124.6         |              | ○           | ｜          | ■           | ｜          | ●           | ○           | ●           | ■ | ■              | ■                                                                                         | ■                                                               | ルドルフ線（カシュテンライト方面）                     | アムシュテッテン郡                                                                     | ニーダーエスターライヒ州                                                                                                  |                                                                                          |                                    |
| 西部鉄道            | マウアー・オーリング駅                                            | 6.5          | 131.1         |              | ｜          | ｜          | ｜          | ｜          | ｜          | ｜          | ｜          | ｜ |                | ○                                                                                         | ■                                                               |                                                        | アムシュテッテン郡                                                                     | ニーダーエスターライヒ州                                                                                                  |                                                                                          |                                    |
| 西部鉄道            | アシュバッハ駅                                                    | 4.5          | 135.6         |              | ｜          | ｜          | ｜          | ｜          | ｜          | ｜          | ｜          | ｜ | ○              | ■                                                                                         |                                                                 |                                                        | アムシュテッテン郡                                                                     | ニーダーエスターライヒ州                                                                                                  |                                                                                          |                                    |
| 西部鉄道            | クレンシュテッテン・ビーバーバッハ駅                              | 4.6          | 140.2         |              | ｜          | ｜          | ｜          | ｜          | ｜          | ｜          | ｜          | ｜ | ○              | ■                                                                                         |                                                                 |                                                        | アムシュテッテン郡                                                                     | ニーダーエスターライヒ州                                                                                                  |                                                                                          |                                    |
| 西部鉄道            | ザンクトペーター・ザイテンシュテッテン駅                          | 4.0          | 144.2         |              | ｜          | ｜          | ｜          | ｜          | ｜          | ｜          | ｜          | ｜ | ○              | ■                                                                                         |                                                                 |                                                        | アムシュテッテン郡                                                                     | ニーダーエスターライヒ州                                                                                                  |                                                                                          |                                    |
| 西部鉄道            | ザンクトヨハン・ヴァイストラッハ駅                                | 3.7          | 147.9         |              | ｜          | ｜          | ｜          | ｜          | ｜          | ｜          | ｜          | ｜ | ○              | ■                                                                                         |                                                                 |                                                        | アムシュテッテン郡                                                                     | ニーダーエスターライヒ州                                                                                                  |                                                                                          |                                    |
| 西部鉄道            | ハーグ駅（休止中）(*1)                                            |              | (150.7)       |              | ｜          | ｜          | ｜          | ｜          | ｜          | ｜          | ｜          | ｜ | ｜             | ｜                                                                                        |                                                                 |                                                        | アムシュテッテン郡                                                                     | ニーダーエスターライヒ州                                                                                                  |                                                                                          |                                    |
| 西部鉄道            | ハーグ町駅                                                        | 6.1          | 154.0         |              | ｜          | ｜          | ｜          | ｜          | ｜          | ｜          | ｜          | ｜ | ○              | ■                                                                                         |                                                                 |                                                        | アムシュテッテン郡                                                                     | ニーダーエスターライヒ州                                                                                                  |                                                                                          |                                    |
| 西部鉄道            | ザンクトファレンティン駅                                          | 10.1         | 164.1         |              | ｜          | ｜          | ●           | ｜          | ○           | ○           | ●           | ｜ | ■              | ｜                                                                                        | ■                                                               | ■                                                      | アムシュテッテン郡                                                                     | ニーダーエスターライヒ州                                                                                                  | 131号線（クラインライフリンク方面）、133号線（ザンクトニコラ方面）                       |                                    |
| 西部鉄道            | エンスドルフ駅                                                    | 4.6          | 168.7         |              | ｜          | ｜          | ｜          | ｜          | ｜          | ｜          | ｜          | ｜ | ○              | ○                                                                                         |                                                                 | ■                                                      | アムシュテッテン郡                                                                     | ニーダーエスターライヒ州                                                                                                  | ドナウ河畔線（ザンクトニコラ方面）                                                       |                                    |
| 西部鉄道            | エンス駅                                                          | 2.3          | 171.0         |              | ｜          | ｜          | ｜          | ｜          | ｜          | ｜          | ｜          | ｜ | ●              | ■                                                                                         | ■                                                               |                                                        | オーバーエスターライヒ州                                                               | リンツラント郡 |                                                                                          |                                    |
| 西部鉄道            | アシュテン・フィシング駅                                          | 2.7          | 173.7         |              | ｜          | ｜          | ｜          | ｜          | ｜          | ｜          | ｜          | ｜ | ｜             | ｜                                                                                        | ■                                                               |                                                        | オーバーエスターライヒ州                                                               | リンツラント郡 |                                                                                          |                                    |
| 西部鉄道            | ピフリング駅                                                      | 4.3          | 178.0         |              | ｜          | ｜          | ｜          | ｜          | ｜          | ｜          | ｜          | ｜ | ｜             | ｜                                                                                        | ■                                                               |                                                        | オーバーエスターライヒ州                                                               | リンツ市 |                                                                                          |                                    |
| 西部鉄道            | エーベルスベルク駅                                                | 2.7          | 180.7         |              | ｜          | ｜          | ｜          | ｜          | ｜          | ｜          | ｜          | ｜ | ●              | ｜                                                                                        | ■                                                               |                                                        | オーバーエスターライヒ州                                                               | リンツ市 |                                                                                          |                                    |
| 西部鉄道            | リンツ駅                                                          | 7.7          | 188.4         |              | ■           | ■           | ■           | ■           | ■           | ■           | ■           | ■ | ■              | ■                                                                                         | ■                                                               | ■                                                      | オーバーエスターライヒ州                                                               | リンツ市 | 140号線（キルヒドルフ方面） 141号線（プラハ方面）、143号線（ヴァイツェンキルヒェン方面） |                                    |
| 西部鉄道            | レオンディング駅                                                  | 3.6          | 192.0         |              | ｜          | ｜          | ｜          | ｜          | ｜          | ｜          | ｜          | ｜ | ｜             |                                                                                           | ■                                                               | ■                                                      | オーバーエスターライヒ州                                                               | | リンツラント郡                                                                           |                                    |
| 西部鉄道            | パシング駅                                                        | 3.9          | 195.9         |              | ｜          | ｜          | ｜          | ｜          | ｜          | ｜          | ｜          | ｜ | ｜             | ■                                                                                         | ■                                                               |                                                        | オーバーエスターライヒ州                                                               | | リンツラント郡                                                                           |                                    |
| 西部鉄道            | ヘアシング駅                                                      | 2.1          | 198.0         |              | ｜          | ｜          | ｜          | ｜          | ｜          | ｜          | ｜          | ｜ | ○              | ■                                                                                         | ■                                                               |                                                        | オーバーエスターライヒ州                                                               | | リンツラント郡                                                                           |                                    |
| 西部鉄道            | オフタリング駅                                                    | 3.3          | 201.3         |              | ｜          | ｜          | ｜          | ｜          | ｜          | ｜          | ｜          | ｜ | ○              | ■                                                                                         | ■                                                               |                                                        | オーバーエスターライヒ州                                                               | | リンツラント郡                                                                           |                                    |
| 西部鉄道            | マルヒトレンク駅                                                  | 4.9          | 206.2         |              | ｜          | ｜          | ｜          | ｜          | ｜          | ｜          | ｜          | ｜ | ●              | ■                                                                                         | ■                                                               |                                                        | オーバーエスターライヒ州                                                               | ヴェルスラント郡 |                                                                                          |                                    |
| 西部鉄道            | ヴェルス駅                                                        | 6.6          | 212.8         |              | ○           | ○           | ■           | ○           | ●           | ●           | ｜          | ■ | ■              | ■                                                                                         | ■                                                               | 150号線（ハンブルク方面）、153号線（グリューナウ方面） | オーバーエスターライヒ州                                                               | ヴェルス市 |                                                                                          |                                    |
| 西部鉄道            | グンスキルヒェン駅                                                | 7.2          | 220.0         |              |             | ｜          | ｜          | ｜          | ｜          | ｜          | ｜          | ｜ | ●              | ■                                                                                         | ■                                                               |                                                        | オーバーエスターライヒ州                                                               | ヴェルスラント郡 |                                                                                          |                                    |
| 西部鉄道            | ランバッハ駅                                                      | 6.1          | 226.1         |              | ｜          | ｜          | ｜          | ｜          | ｜          | ｜          | ｜          | ■ | ■              | ■                                                                                         | 160号線（フォーフドルフ方面）                                   |                                                        | オーバーエスターライヒ州                                                               | ヴェルスラント郡 |                                                                                          |                                    |
| 西部鉄道            | ランバッハ・マルクト駅                                            | 1.5          | 227.6         |              | ｜          | ｜          | ｜          | ｜          | ｜          | ｜          | ｜          | ● | ■              | ■                                                                                         |                                                                 |                                                        | オーバーエスターライヒ州                                                               | ヴェルスラント郡 |                                                                                          |                                    |
| 西部鉄道            | ノインキルヒェン・バイ・ランバッハ駅                              | 2.9          | 230.5         |              | ｜          | ｜          | ｜          | ｜          | ｜          | ｜          | ｜          | ○ | ■              | ■                                                                                         |                                                                 |                                                        | オーバーエスターライヒ州                                                               | ヴェルスラント郡 |                                                                                          |                                    |
| 西部鉄道            | ブライテンシュッツィング駅                                        | 3.3          | 233.5         |              | ｜          | ｜          | ｜          | ｜          | ｜          | ｜          | ｜          | ○ | ■              | ■                                                                                         |                                                                 | フェクラブルック郡                                     | オーバーエスターライヒ州                                                               | |                                                                                          |                                    |
| 西部鉄道            | シュヴァーネンシュタット駅                                        | 4.9          | 237.4         |              | ｜          | ｜          | ｜          | ｜          | ｜          | ｜          | ｜          | ■ | ■              | ■                                                                                         |                                                                 | フェクラブルック郡                                     | オーバーエスターライヒ州                                                               | |                                                                                          |                                    |
| 西部鉄道            | アトナング・プッハイム駅                                          | 6.6          | 243.3         |              | ○           | ■           | ○           | ●           | ■           | ｜          | ■           | ■ | ■              | ■                                                                                         | ザルツカンマーグト線（シェアディンク方面/オーバートラウン方面） | フェクラブルック郡                                     | オーバーエスターライヒ州                                                               | |                                                                                          |                                    |
| 西部鉄道            | フェクラブルック駅                                                | 4.7          | 248.0         |              | ｜          | ■           | ｜          | ○           | ■           | ｜          | ■           | ■ | ■              | ■                                                                                         | カンマラー線（カンマー方面）                                    | フェクラブルック郡                                     | オーバーエスターライヒ州                                                               | |                                                                                          |                                    |
| 西部鉄道            | ティメルカム駅                                                    | 5.3          | 253.3         |              | ｜          | ｜          | ｜          | ｜          | ｜          | ｜          | ｜          | ● | ■              | ■                                                                                         |                                                                 | フェクラブルック郡                                     | オーバーエスターライヒ州                                                               | |                                                                                          |                                    |
| 西部鉄道            | ノインキルヒェン・ガンパーン駅                                    | 3.8          | 257.1         |              | ｜          | ｜          | ｜          | ｜          | ｜          | ｜          | ｜          | ○ | ■              | ■                                                                                         |                                                                 | フェクラブルック郡                                     | オーバーエスターライヒ州                                                               | |                                                                                          |                                    |
| 西部鉄道            | レドル・ツィップ駅                                                | 2.9          | 260.0         |              | ｜          | ｜          | ｜          | ｜          | ｜          | ｜          | ｜          | ● | ■              | ■                                                                                         |                                                                 | フェクラブルック郡                                     | オーバーエスターライヒ州                                                               | |                                                                                          |                                    |
| 西部鉄道            | フェクラマルクト駅                                                | 4.0          | 264.0         |              | ｜          | ｜          | ｜          | ｜          | ｜          | ｜          | ｜          | ■ | ■              | ■                                                                                         | アッター湖方面                                                  | フェクラブルック郡                                     | オーバーエスターライヒ州                                                               | |                                                                                          |                                    |
| 西部鉄道            | フランケンマルクト駅                                              | 4.8          | 268.8         |              | ｜          | ｜          | ｜          | ｜          | ｜          | ｜          | ｜          | ■ | ■              | ■                                                                                         |                                                                 | フェクラブルック郡                                     | オーバーエスターライヒ州                                                               | |                                                                                          |                                    |
| 西部鉄道            | ペンドルフ駅                                                      | 6.8          | 275.6         |              | ｜          | ｜          | ｜          | ｜          | ｜          | ｜          | ｜          | ● | ■              | ■                                                                                         |                                                                 | フェクラブルック郡                                     | オーバーエスターライヒ州                                                               | |                                                                                          |                                    |
| 西部鉄道            | オーバーホーフェン・ツェル・アム・モース駅                        | 6.3          | 281.9         |              | ｜          | ｜          | ｜          | ｜          | ｜          | ｜          | ｜          | ■ | ■              | ■                                                                                         |                                                                 | フェクラブルック郡                                     | オーバーエスターライヒ州                                                               | |                                                                                          |                                    |
| 西部鉄道            | シュトラスヴァルヒェン駅                                          | 3.3          | 285.2         |              | ｜          | ｜          | ｜          | ｜          | ｜          | ｜          | ｜          | ■ | ■              | ■                                                                                         |                                                                 | ザルツブルク州                                         | ザルツブルク郊外郡                                                                     | |                                                                                          |                                    |
| 西部鉄道            | シュタインドルフ・バイ・シュトラスヴァルヒェン駅（全列車通過 *4） |              | (287.4)       |              | ｜          | ｜          | ｜          | ｜          | ｜          | ｜          | ｜          | ｜ |                | ｜                                                                                        | マッティク谷線（ブラウナウ方面）                                | ザルツブルク州                                         | ザルツブルク郊外郡                                                                     | |                                                                                          |                                    |
| 西部鉄道            | ノイマルクト・アム・ヴァラーゼー駅(*2)                            | 4.0          | 289.2         |              | ｜          | ■           | ｜          | ｜          | ■           | ｜          | ｜          | ■ | ■              |                                                                                           |                                                                 | ザルツブルク州                                         | ザルツブルク郊外郡                                                                     | |                                                                                          |                                    |
| 西部鉄道            | ケステンドルフ・ヴェング駅(*3)                                    | 4.6          | 293.8         |              | ｜          | ｜          | ｜          | ｜          | ｜          | ｜          | ｜          | ｜ | ■              |                                                                                           |                                                                 | ザルツブルク州                                         | ザルツブルク郊外郡                                                                     | |                                                                                          |                                    |
| 西部鉄道            | ヴァラーゼー駅                                                    | 2.3          | 296.1         |              | ｜          | ｜          | ｜          | ｜          | ｜          | ｜          | ｜          | ｜ | ●              |                                                                                           |                                                                 | ザルツブルク州                                         | ザルツブルク郊外郡                                                                     | |                                                                                          |                                    |
| 西部鉄道            | ゼーキルヒェン・アム・ヴァラーゼー駅                              | 3.3          | 299.4         |              | ｜          | ｜          | ｜          | ｜          | ｜          | ｜          | ｜          | ■ | ■              |                                                                                           |                                                                 | ザルツブルク州                                         | ザルツブルク郊外郡                                                                     | |                                                                                          |                                    |
| 西部鉄道            | オイゲンドルフ駅                                                  | 3.4          | 302.8         |              | ｜          | ｜          | ｜          | ｜          | ｜          | ｜          | ｜          | ｜ | ●              |                                                                                           |                                                                 | ザルツブルク州                                         | ザルツブルク郊外郡                                                                     | |                                                                                          |                                    |
| 西部鉄道            | ハルヴァンク・エリクスハウゼン駅                                  | 2.7          | 305.5         |              | ｜          | ｜          | ｜          | ｜          | ｜          | ｜          | ｜          | ｜ | ■              |                                                                                           |                                                                 | ザルツブルク州                                         | ザルツブルク郊外郡                                                                     | |                                                                                          |                                    |
| 西部鉄道            | カーザーン駅                                                      | 4.4          | 309.9         |              | ｜          | ｜          | ｜          | ｜          | ｜          | ｜          | ｜          | ｜ | ●              | 200号線（ヴェアグル方面短絡線）                                                           | ザルツブルク市                                                  | ザルツブルク州                                         |                                                                                        | |                                                                                          |                                    |
| 西部鉄道            | ザルツブルク駅                                                    | 2.6          | 312.5         |              | ■           | ■           | ■           | ■           | ■           | ■           | ■           | ■ | ■              | 200号線（シュヴァルツァハ方面） ドイツ鉄道951号線（ブレゲンツ/ミュンヘン/ランツフト方面） | ザルツブルク市                                                  | ザルツブルク州                                         |                                                                                        | |                                                                                          |                                    |

(*1) 2013年末に休止。

(*2) 2020年以前の駅名は、「ノイマルクト・ケステンドルフ」。なお、ケステンドルフの玄関駅は、ケステンドルフ・ヴェング駅でなく、ノイマルクト駅の方である。

(*3) 2020年以前の駅名は、「ヴェング」。

(*4) 2023年12月限りで休止。